# 願信寺 (台東区)
願信寺（がんしんじ）は、東京都台東区にある真宗高田派の寺院。

## 歴史
1598年（慶長3年）、妙理院誓恩法師によって開山された。道の向こう側の称念寺の塔頭であった。
元々は両国(現在の中央区東日本橋）に位置していたが、1657年（明暦3年）の明暦の大火の後、元禄年間（1688年 - 1704年）に現在地に移転した。
現在の本堂は1968年（昭和43年）に、客殿や庫裡は2018年（平成30年）に建てられている。

## 交通アクセス
- 大江戸線つくばエクスプレス新御徒町駅A3出口より徒歩約6分（経路案内）。
- 銀座線稲荷町駅2番出口より徒歩約7分（経路案内）。
- 銀座線田原町駅1番出口より徒歩約8分（経路案内）。